# أدري فان تيغيلين
أدري فان تيغيلين (بالهولندية: Adri van Tiggelen)‏، من مواليد 16 يونيو 1957، لاعب كرة قدم هولندي سابق، ومدرب كرة قدم هولندي.
لعب مع منتخب هولندا لكرة القدم.

## روابط خارجية
- أدري فان تيغيلين على موقع الاتحاد الدولي (مؤرشف)  (الإنجليزية)
- أدري فان تيغيلين على موقع قاعدة بيانات كرة القدم.إي يو (الإنجليزية)
- أدري فان تيغيلين على موقع ناشيونال فوتبول تيمز (الإنجليزية)
- أدري فان تيغيلين على موقع عالم كرة القدم.نت (الإنجليزية)
- أدري فان تيغيلين على موقع كووورة